# ربات البيوت الحقيقيات في سيدني
ربات البيوت الحقيقيات في سيدني (مختصر RHOS ) هو مسلسل تلفزيوني واقعي أسترالي تم عرضه لأول مرة على ارينا في 26 فبراير 2017. تم تطويره كقسم دولي من امتياز أمريكي ربات البيوت الحقيقيات والجزء الثالث من امتياز ربات البيوت الحقيقيات بواسطة ماتشبوكس للترفيه ، بعد ربات البيوت الحقيقيات في ملبورن و ربات البيوت الحقيقيات في أوكلاند ، تم بثه موسمًا واحدًا وركز على الحياة الشخصية والمهنية لـ تعيش عدة نساء في سيدني ، أستراليا .
تم إلغاء المسلسل في عام 2019 بعد موسم واحد. تم الإعلان عن إحياء المسلسل في 28 أبريل 2023 ليتم بثه على بنج .

## نظرة عامة والصب

### الموسم 1
في 3 سبتمبر 2014 ، كشفت شركة صور ماتشبوكس ، ربات البيوت الحقيقيات في ملبورن ، أنها كانت تصور مسلسلًا آخر ، في سيدني أو جولد كوست . بعد مرور عام في سبتمبر 2015 ، تم الإبلاغ مرة أخرى أن صور ماتشبوكس كانت تبحث في تصوير مسلسل جديد في المدن المذكورة أعلاه ، جنبًا إلى جنب مع المرشحين المحتملين. في 27 فبراير 2016 ، كشفت عضو فريق ربات البيوت الحقيقيات في ملبورن ، غامبل بريوكس ، أنها كانت تساعد شركة الإنتاج في البحث عن المواهب في سيدني.
تم الإعلان رسميًا عن ربات البيوت الحقيقيات في سيدني في 16 مايو 2016. ربات البيوت الحقيقيات في سيدني بمثابة العرض الثاني ، من ربات البيوت الحقيقيات في ملبورن بعد ربات البيوت الحقيقيات في أوكلاند . في 22 يوليو 2016 ، تم الإعلان عن طاقم الموسم الأول. سيتبع العرض سبع نساء متطورات ومفعمات بالحيوية بما في ذلك أثينا X ليفندي  كريسي مارش  ليزا أولد فيلد  نيكول أونيل  ماتي سماعي  ميليسا تكوتز  وفيكتوريا ريس. وصفت شركة فوكستيل النساء بأنهن "جذابات وجذابات" وكذلك النساء اللواتي يستمتعن "بأسلوب الحياة المترفة والأنيق والعالمي لسيدني". كانت هذه هي المرة الأولى في تاريخ الامتياز التي تظهر فيها سلسلة بإجمالي سبع نساء. بدأ تصوير المسلسل المكون من عشرة أجزاء في سبتمبر ، بعد تأجيل تصوير فيلم ربات البيوت الحقيقيات في ملبورن حتى عام 2017. انتهى التصوير في 20 ديسمبر 2016. عُرض المسلسل لأول مرة في 26 فبراير 2017 ،  وشمل ما مجموعه 12 حلقة. في 9 يناير 2017 ، تم إطلاق مقطع دعائي بعنوان "لقاء الزوجات" ، والذي ظهر فيه جميع ربات البيوت ومهنهن / شهرتهن في سيدني. تم تصوير لم الشمل للموسم الأول في 26 مارس 2017 ، واستغرق الفيلم 19 ساعة.

### الموسم 2 حتى الوقت الحاضر
في 28 أبريل 2023 ، تم الإعلان عن إحياء المسلسل المكون من 10 أجزاء ليتم بثه حصريًا على بنج . لم يتم الإعلان عن طاقم الممثلين للموسم الجديد.

### الجدول الزمني لأعضاء فريق التمثيل
| Cast member      | Seasons |
| Cast member      | 1       |
| ---------------- | ------- |
| Athena X Levendi | بطولة   |
| Krissy Marsh     | بطولة   |
| Nicole O'Neil    | بطولة   |
| Lisa Oldfield    | بطولة   |
| Victoria Rees    | بطولة   |
| Matty Samaei     | بطولة   |
| Melissa Tkautz   | بطولة   |

## الحلقات
| الموسم | الحلقات | الحلقات | الأصلي         | الأصلي       |
| الموسم | الحلقات | الحلقات | الأول          | الأخير       |
| ------ | ------- | ------- | -------------- | ------------ |
| 1      | 12      | 12      | 26 فبراير 2017 | 14 مايو 2017 |
| 2      | 10      | 10      | 2024           | سيُعلن        |

### الموسم 1 (2017) تصحيح
تم تقديم أثينا إكس ليفندي و كريسي مارش و نيكول اونيل و ليزا أولدفيلد و فيكتوريا ريس و ماتي سماعي و ميليسا تكوتز كسلسلة منتظمة.

## روابط خارجية
- الموقع الرسمي

قالب:The Real Housewives